# 东风4DD型柴油机车
东风4DD型柴油机车（DF4DD）是一款由中车大连机车车辆研制及销售的调车柴油机车车型。该型机车是为了满足中国各地地方厂矿企业对大功率电传动调车柴油机车的需求，由大连机车车辆厂于1998年开始设计、1999年研制成功的调车机车。该型机车是以东风4D型柴油机车为基础，动力装置为一台16V240ZJD型柴油机，装车功率为4,000马力（2,940千瓦），传动系统使用采用TQFR-3000E型同步发电机、GTF-5100/1250-A型硅整流机组、ZD109Z型直流牵引电动机，并配备了由大连机车车辆厂开发的DLC微机控制系统。2005年，大连机车车辆公司又推出了专门为大秦铁路设计的东风4DD改进型机车，采用JF213型同步发电机、GTF-5700/1250型硅整流机组、ZD109L型直流牵引电动机。

## 发展历史

### 东风4DD型
1996年，大连机车车辆厂在东风5型柴油机车的基础上，推出了面向路外厂矿企业用户的东风5B型柴油机车。面对竞争日趋激烈的工矿调车机车市场，大连机车车辆厂的自销机车销量比例日益增加，一些地方铁路和工业企业亦提出了采购功率更大之调车机车的意愿。1998年，为了满足地方厂矿企业对大功率电传动调车柴油机车的需求，大连机车车辆厂决定在东风5B型柴油机车的基础上，开发研制装用12V240ZJD型柴油机的东风10DD型调车机车；与此同时，大连机车车辆厂还在东风4D型柴油机车的基础上，开发研制装用16V240ZJD型柴油机的东风4DD型调车机车，进而形成了东风5B型柴油机车（2,500马力）、东风10DD型柴油机车（3,000马力）、东风4DD型柴油机车（4,000马力）三种不同功率等级的调车机车产品系列。
1998年9月，大连机车车辆厂召开东风4DD型调车机车技术设计方案评审会议；同年10月6日，大连机车车辆厂正式下达《东风4D型调车机车设计任务书》，至1999年2月完成施工设计并投入试制。1999年5月18日，首台东风4DD型调车机车进入总装阶段；同年6月底，东风4DD型1001号机车在大连机车车辆厂落成，并交付中国石化洛阳石化公司使用。东风4DD型柴油机车是当时中国国内功率最大的重型调车机车，机车采用一台装车功率为4,000马力（2,940千瓦）的16V240ZJD型柴油机，采用TQFR-3000E型同步发电机、GTF-5100/1250-A型硅整流机组、ZD109Z型直流牵引电动机，并配备了由大连机车车辆厂开发的DLC微机控制系统。
首29台东风4DD型机车于1998年至2002年间制造，机车编号为1001～1029；从2003年起生产的东风4DD型机车，机车编号改为由0030开始编排。截至2021年5月，中车大连机车车辆公司已生产了323台东风4DD型机车（不含改进型机车），车号为1001～1029、0030～0323。东风4DD型柴油机车曾经是中国国内最昂贵的调车机车车型，按照2007年价格每台机车售价超过500万元人民币，与功率较小的东风7C型、东风5型等调车机车相比高近一倍。作为一款大功率重型调车机车，虽然东风4DD型调车机车的功率比东风8B型货运机车小，但其起动牵引力和持续牵引力并不亚于东风8B型机车，只是在运行速度和加速能力上要逊于东风8B型机车。因此，东风4DD型调车机车特别适合用于需要一次性牵引大宗货物，而对机车的运行速度要求不高的铁路运输企业。
东风4DD型机车的主要用户均为冶金、煤炭、化工、电力系统等行业的大型工矿企业，包括天津南环铁路有限公司、粤海铁路有限责任公司、山东港口烟台港集团、山东港口日照港集团、连云港港口集团、青岛港集团有限公司、首钢集团矿业公司、兖州煤业股份有限公司、山东钢铁集团莱钢股份、山东淄矿铁路运输、中石化齐鲁分公司储运厂、平顶山煤业集团、窑街煤电集团、淮北矿业集团、淮南矿业集团、淮河能源西部煤电集团、河南煤化集团鹤煤公司、平顶山姚孟发电公司、国神公司河曲电厂、河南大有能源股份、山西孝柳铁路公司、山西江阳化工公司、内蒙古大雁矿业集团、扎赉诺尔煤业公司、华能伊敏煤电公司、国能宝日希勒能源有限公司、国电南宁发电公司、中石油独山子石化公司、中国石油辽阳石油化纤公司、建龙西林钢铁集团公司、中粮贸易北良有限公司、贵州能化铁路运输有限公司。
粤海铁路有限责任公司于1997年成立，是一家由中华人民共和国铁道部、广东省政府、海南省政府三方合资组建的地方合资铁路公司，上述各方分别授权广州铁路（集团）公司、广东省铁路建设投资集团有限责任公司、海南省国际信托投资公司为产权代表，并由广州铁路（集团）公司实际控股。2002年6月，为配合即将开通运营的粤海铁路通道，粤海铁路公司为购买港口用调车机车展开公开招标，并由中国北车集团大连机车车辆有限公司得标。同年10月下旬，6台东风4DD型柴油机车（1024~1029）运抵湛江，交付粤海铁路有限责任公司海口机辆段运用。2003年1月，连接徐闻北港和海口南港的琼州海峡铁路轮渡投入服务，前期开办铁路货运业务。2004年12月5日，粤海铁路正式开通客运服务。粤海铁路公司的东风4DD型调车机车主要负责过海客货列车车列分解及重组、车辆上船及下船的调车作业，以及徐闻北港码头至海安南站、海口南港码头至海口站（海口南站）之间的列车牵引任务。2017年，中国铁路总公司将海南高速铁路有限公司、粤海铁路有限责任公司进行合并重组，成立海南铁路有限公司。原属粤海铁路公司的东风4DD型调车机车均改配属海南铁路有限公司海口机辆轮渡段海口机务运用车间。

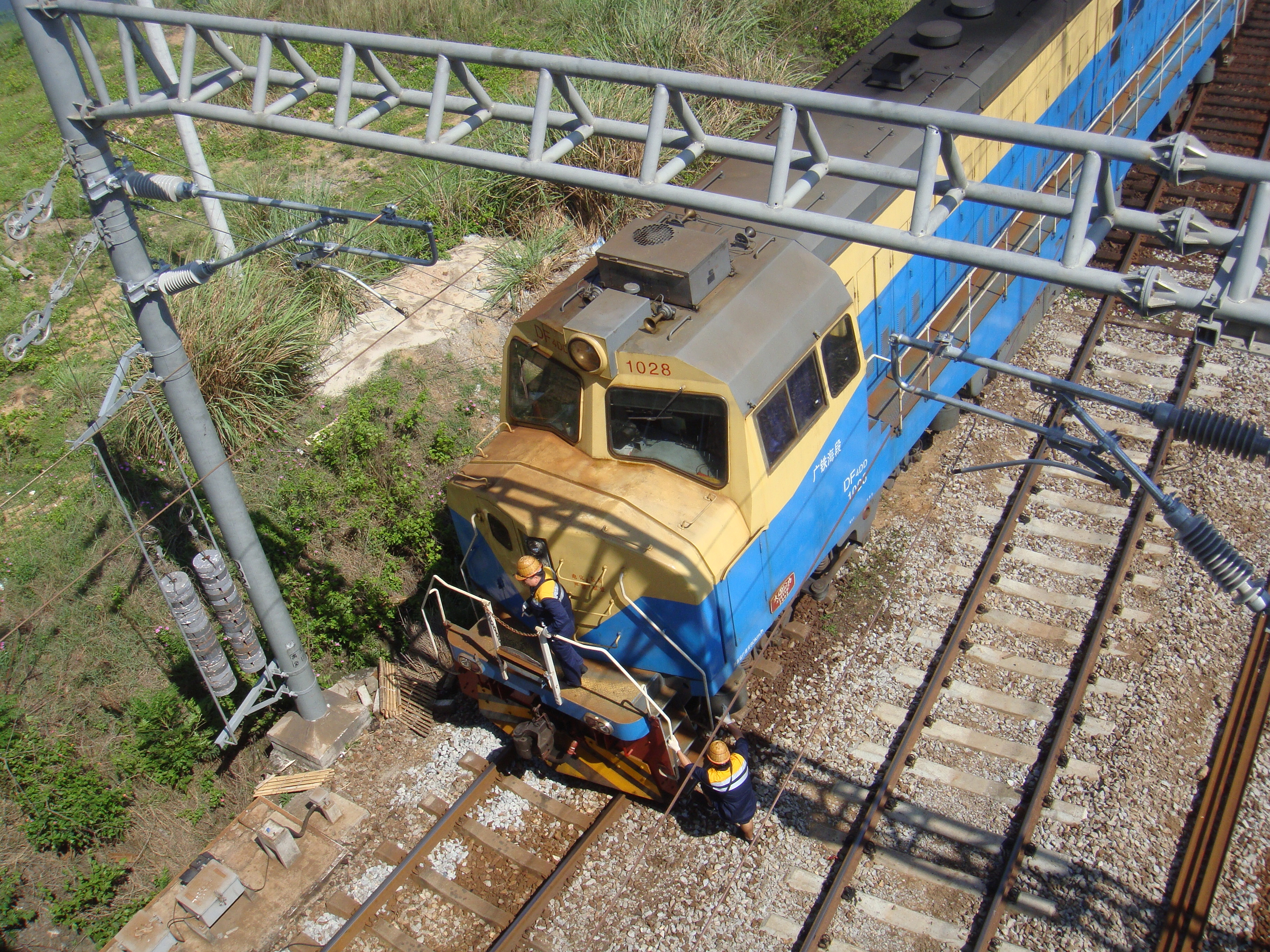
海南铁路有限公司使用的东风4DD型1028号机车
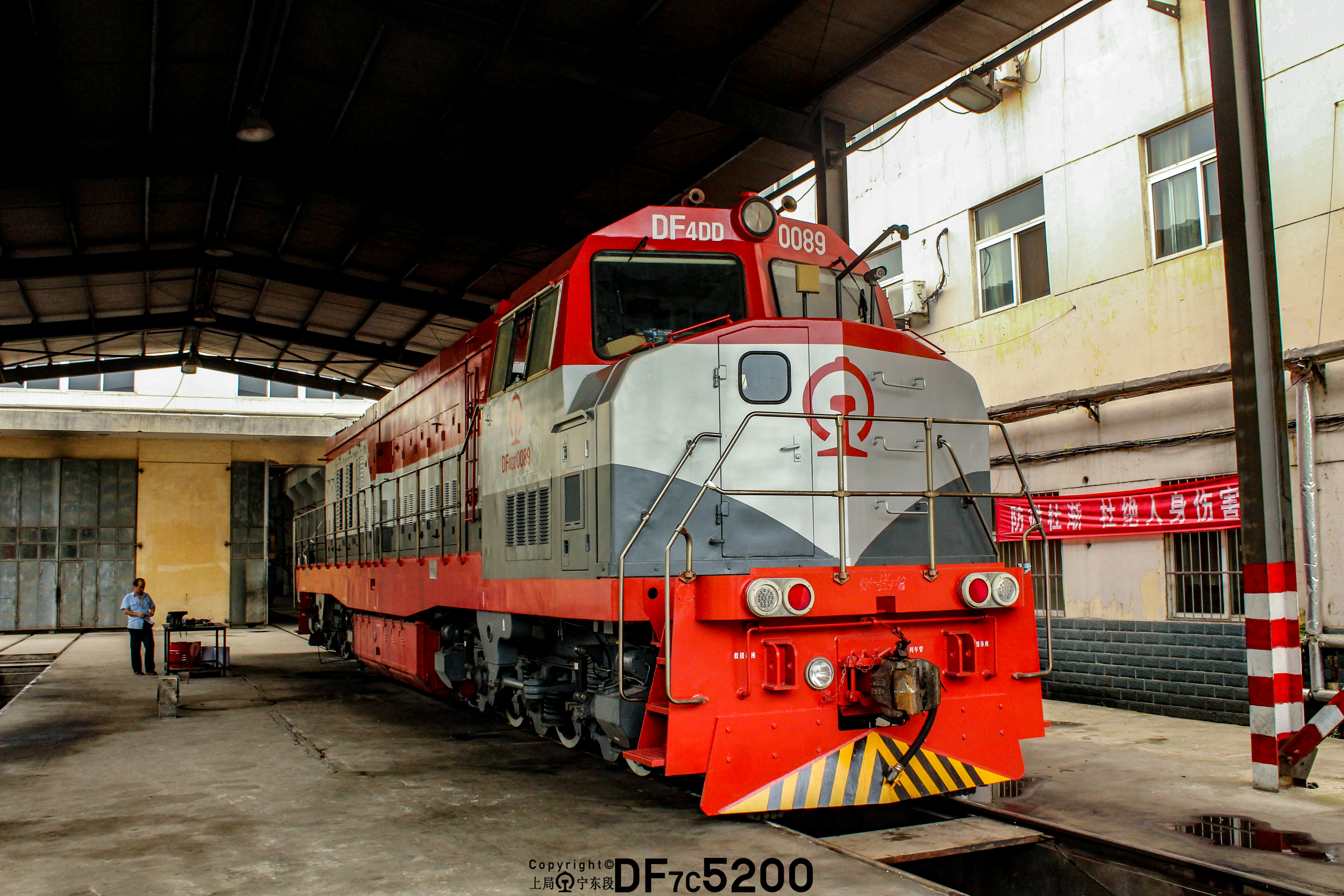
淮南矿业集团使用的东风4DD型0089号机车
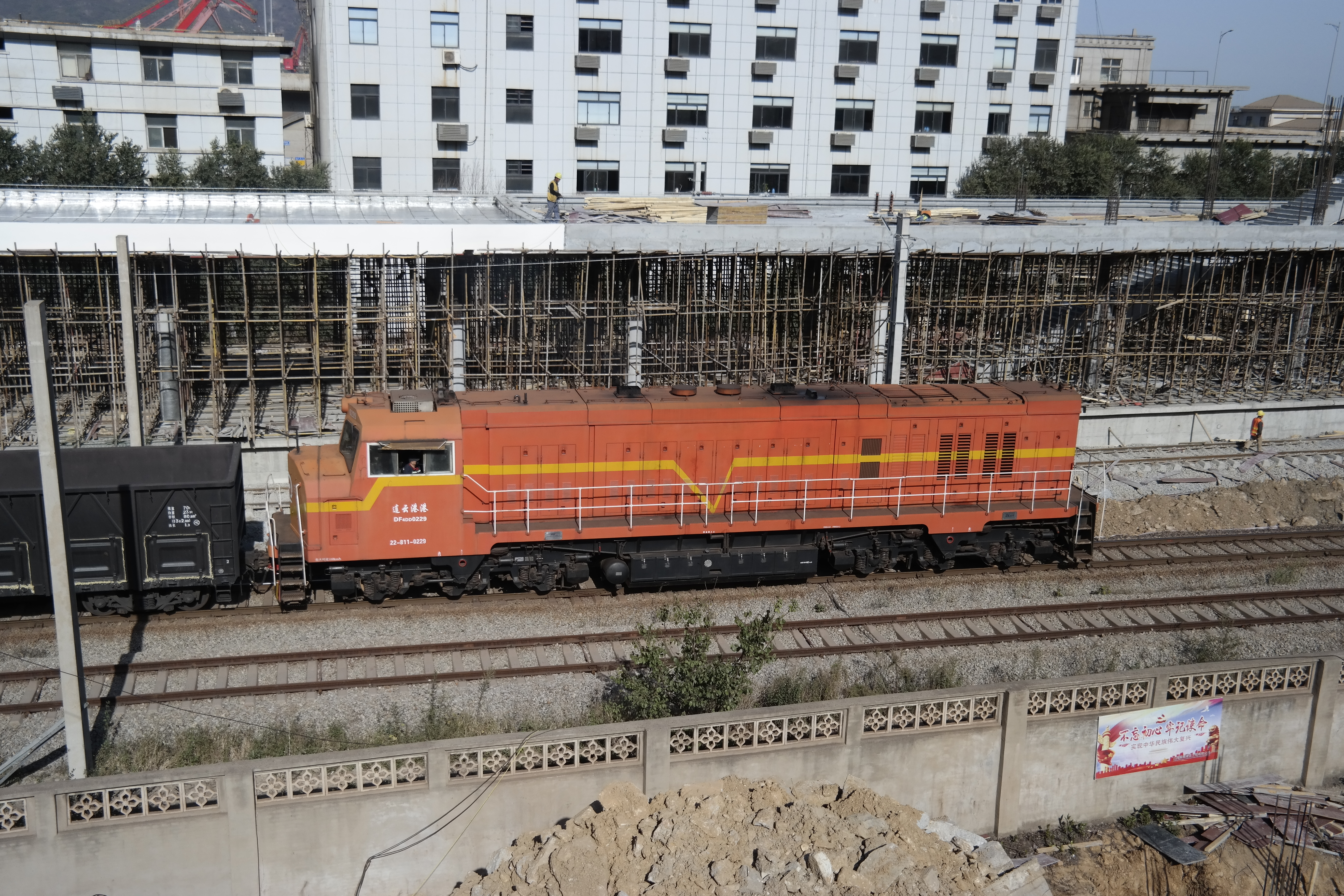
连云港港口集团使用的东风4DD型0229号机车
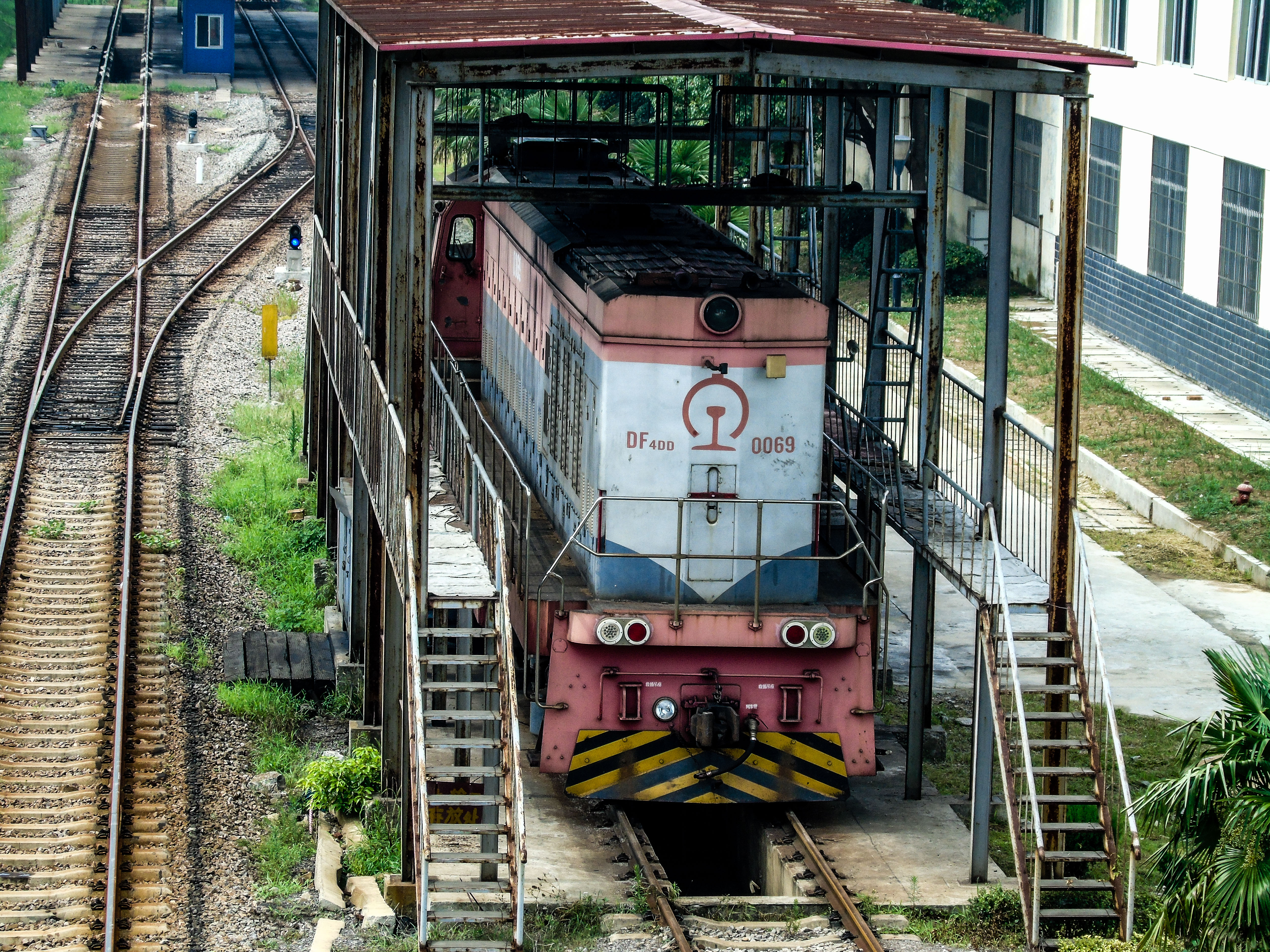
淮南矿业集团使用的东风4DD型0236号机车
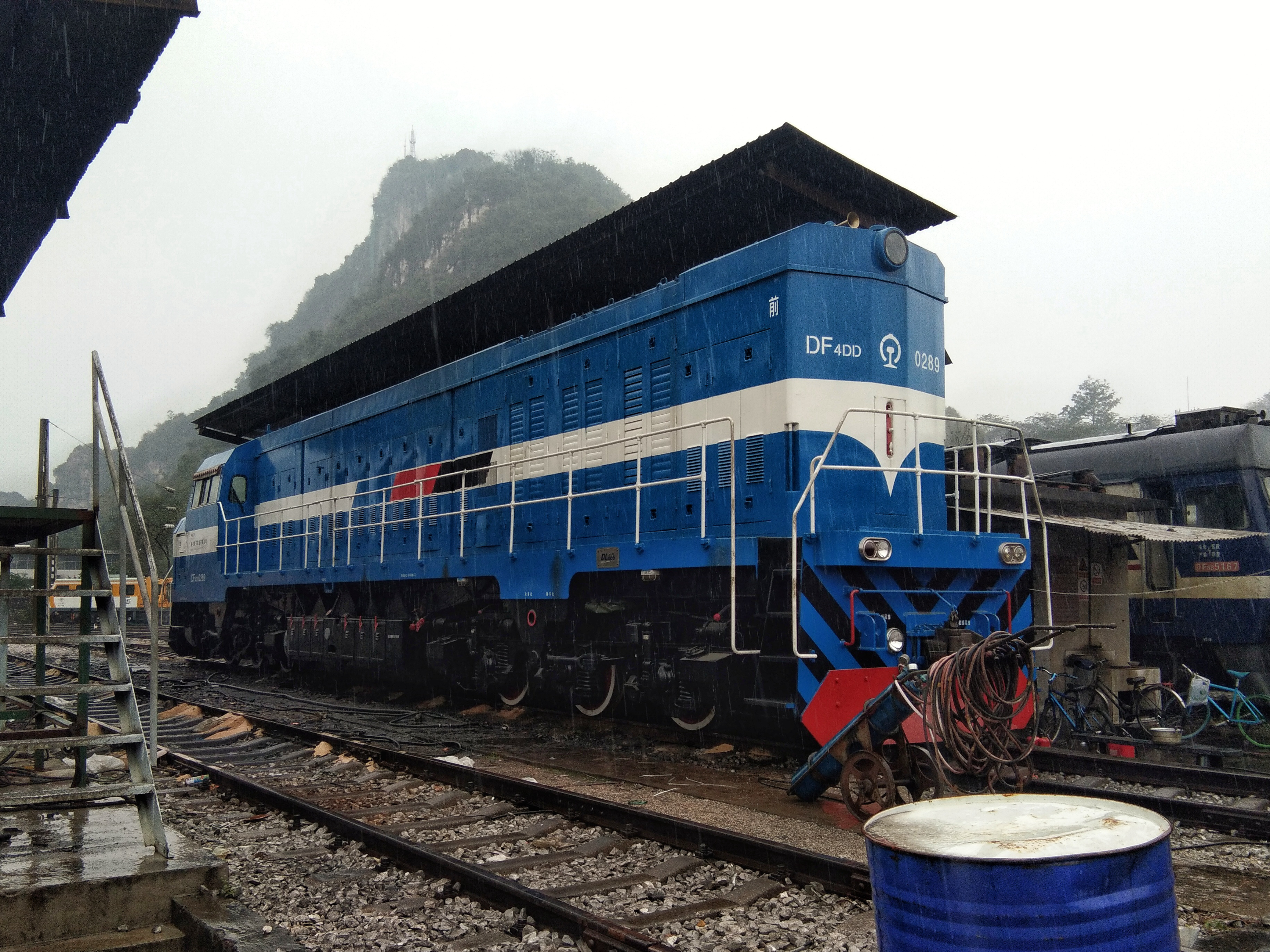
国电南宁发电有限公司使用的东风4DD型0289号机车

### 东风4DD改进型
2004年，为进一步提高大秦铁路运输能力、满足推送10,000吨重载列车执行驼峰调车作业的需要，中华人民共和国铁道部为大秦铁路编组站专用调车机车展开招标，并由大连机车车辆有限公司得标。大连机车车辆公司根据铁道部关于调车机车实现「系列化、标准化、模块化、信息化」的要求，对东风4DD型调车机车作出了一些改进，以进一步提高机车牵引性能和运用可靠性，称之为东风4DD改进型机车。与一般的东风4DD型机车相比，东风4DD改进型机车的运转整备重量由138±3%吨提高到150±3%吨，机车轴重由23±3%吨提高到25±3%吨，牵引齿轮传动比由4.72改为4.17，起动牵引力（按粘着限制计算）由422千牛提升至480千牛，而持续牵引力则由358千牛下调至331.8千牛。司机室符合铁道部规范化调车机车司机室的标准。柴油机采用整体铸造机体取代焊铸组合机体，并使用国外进口的喷油器、喷油泵、调速器等零部件；牵引电动机、主发电机、硅整流柜、微机控制装置、空气压缩机等均改装性能和可靠性更优异的型号，并配备了电阻制动装置、ADLC微机控制系统、LKJ-2000型列车运行监控记录装置。根据技术计算，单机在平直道上可以牵引12,000吨列车顺利起动，列车起动后达到18公里/小时的加速距离为490米。
2004年12月，东风4DD改进型机车技术设计方案通过铁道部运输局的评审。2005年初，8台东风4DD改进型机车（4180～4187）交付太原铁路局湖东电力机务段使用，分别配属湖东电力机务段秦东运用车间、柳村运用车间使用，主要担当秦皇岛枢纽内秦皇岛东站的重载列车解体、编组，摘挂作业，以及负责将满载煤炭的列车从柳村南站送往秦皇岛港卸车装船。后来，其中两台机车被调拨到湖东电力机务段大同运用车间投入大同口泉支线运用。

## 技术特点

### 总体布置

#### 基本结构
东风4DD型柴油机车是调车及小运转用的六轴柴油机车，机车标称功率为3,300马力（2,425千瓦），构造速度为80公里/小时。东风4DD型机车的运转整备重量为138吨，轴重为23吨；东风4DD改进型机车的运转整备重量为150吨，轴重为25吨。机车采用外走廊式及中梁承载的罩式车体结构，车体所有载荷均由车体底架承担，机车中部两侧及两端设有露天走台与扶梯。车体底架长度为20,560毫米，车钩中心线间距为21,100毫米，车体宽度为3,200毫米，车体高度为4,580毫米。车体底架两端装有13号上作用车钩、牵引缓冲装置和排障器。车体底架下部两台转向架之间吊挂着一个容量为8,200升的燃油箱，燃油箱左右两侧设有铅酸蓄电池组，燃油箱前后两端各有一个总风缸。为了提高底架结构的强度和刚度，采用了凹式截面形状底架和变截面箱形中梁，车体和牵引装置可以承受双机牵引时的最大牵引力和制动力。机车车体外形应用了计算机辅助设计技术（CAD），司机室、电气室的外观造型设计参考了北美柴油机车，各部分比例尽可能应用黄金分割原理。

#### 设备布置
机车车体从前到后分别为电气室、司机室、传动室、动力室、冷却室和辅助室，其中电气室方向为短罩端（II端），辅助室方向为长罩端（I端）。传动室、动力室及辅助室均设有可拆卸顶盖，以便吊装各室内机组和设备。电气室内设有高低压控制电器柜、微机控制装置和各种用途的接触器开关，电气室并设有前端门和通往司机室的中间走廊，当机车重联时方便司机前往另一台机车。司机室内设有两个功能相同的司机操纵台，在司机室内沿前进（面向短罩端方向的左侧）、后退（面向长罩端方向的左侧）方向对角布置，以便司机选择任意一个方向操纵机车，司机操纵台的形式与东风4D型机车大致相同，设有主控制器、操纵按钮、空气制动阀、仪表和信号显示装置等；司机室内还设有空调装置、电炉、电热壁。
传动室内设有主整流柜、励磁整流柜、行车安全装置（初期曾安装LKJ-93型机车运行监控记录装置，2002年起安装LKJ-2000型列车运行监控记录装置）、起动变速箱及相关的辅助设备。起动变速箱通过万向轴与主发电机端部法兰连接，并通过该变速箱驱动励磁机、起动发电机、前转向架牵引电动机通风机。动力室内安装了一套柴油发电机组，并设有空气滤清器、燃油滤清器、燃油输送泵、机油滤清器、机油热交换器、膨胀水箱等设备。传动室内并预留了电阻制动系统的安装位置。
冷却室设有冷却水系统和散热装置，冷却室顶部装有V形结构的扁管肋片式散热器，以及两个直径为1,600毫米的轴流式冷却风扇，冷却风扇由静液压马达传动，冷却室两侧的百叶窗可随冷却水温度而自动开闭。东风4DD型机车沿用了东风4D型机车的高温冷却系统，设有两套独立的循环冷却水系统，分别为冷却柴油机的高温冷却水系统（12个散热器单节），以及冷却增压空气、机油、静液压传动油的低温冷却水系统（32个散热器单节）。散热器下方设有静液压变速箱、后转向架牵引电动机通风机、两台NPT5型电动空气压缩机等。辅助室内设有预热锅炉和空气干燥器。空气制动装置采用JZ-7型空气制动机。

### 柴油机
东风4DD型机车装用一台由大连机车车辆工厂制造的16V240ZJD型柴油机。该型柴油机是在16V240ZJB型和16V240ZJC型柴油机的基础上，通过与英国里卡多公司的技术合作对柴油机结构作出改良，于1986年开发完成的大功率柴油机，属于240/275系列柴油机产品之一。16V240ZJD型柴油机是一款16气缸、四冲程、V型结构、直接喷射、废气涡轮增压、增压空气中间冷却的中速柴油机。气缸内径为240毫米，活塞行程为275毫米，气缸夹角为50°，额定转速为每分钟1,000转，最低空载转速为每分钟430转，平均有效压力为1.774兆帕，UIC标定功率为4,400马力（3,240千瓦），装车功率为4,000马力（2,940千瓦），额定满功率运转时的燃油消耗量为152克/有效马力·小时（207克/有效千瓦·小时）。
柴油机采用铸焊组合结构机体（改进型机车采用整体铸造机体）、稀土合金球墨铸铁曲轴、全加工厚壁气缸套、钢顶铝裙组合式活塞。柴油机采用定压增压系统，配备两台由天津机辆轨道交通装备公司制造的ZN290D型增压器。在V形夹角上方布置有排气总管和进气道，左右两侧气缸排出的废气通过排气支管和总管，分别进入两台涡轮增压器推动涡轮后排出，而新鲜空气由安装在车体上的空气滤清器吸入，经增压器增压后流经中冷器进行冷却，然后通过进气稳压箱和进气支管进入各个气缸。
柴油机进气空气滤清器采用三级空气滤清系统，第一级为波纹状滤网，第二级为离心式旋风惯性过滤器，第三级为纸质滤芯过滤器。柴油机转速控制采用C3X型调速器（改进型机车使用伍德沃德PGMV调速器）和无级调速装置，通过控制联合调节器配速机构上的步进电机，实现对柴油机的有档无级调速控制。柴油机由ZQF-80型起动发电机起动，其电源由蓄电池供给。柴油机完成起动后，启动发电机由直流串励电动机变为直流他励发电机，并通过电压调整器输出110伏特直流电，作为辅助发电机使用，用来给蓄电池充电并和向辅助电路及控制电路供电。

### 传动系统
东风4DD型机车采用交—直流电传动装置，柴油机曲轴通过联轴节驱动一台交流同步发电机发出三相交流电，经由硅二极管组成的三相桥式整流装置整流为直流电后，再将电能输送给两台转向架上的六台直流牵引电动机，通过传动齿轮驱动轮对。东风4DD型机车的主发电机、硅整流机组、起动发电机和励磁机型号均与东风4D型机车相同。 

#### 牵引发电机
东风4DD型机车的牵引发电机采用永济电机厂制造的TQFR-3000E型三相交流同步发电机，额定容量为2,911千伏安，额定电压为425／770伏特，额定电流为3,955／2,183安培，额定转速为每分钟1,000转，定子及转子绝缘等级均为H级，冷却方式为径向自通风式，主发电机净重为5,100公斤。与东风4B型柴油机车采用的TQFR-3000型同步牵引发电机相比，TQFR-3000E型牵引发电机具有较大的恒功调压比，可以有效降低牵引电动机的磁场削弱深度。牵引发电机由一台GQL-45型三相感应子交流发电机励磁，励磁机由柴油机通过启动变速箱驱动，其发出的交流电经励磁整流器转换为直流电后，给发电机的转子励磁绕组励磁。
东风4DD改进型机车则改为使用容量更大的JF213型三相交流同步发电机。发电机额定容量为4,200千伏安，额定电压为578／800伏特，额定电流为4,210／3,020安培，额定转速为每分钟1,000转，定子及转子绝缘等级均为H级，冷却方式为径向自通风式，主发电机净重为5,120公斤。在1999年面世的东风4D型3001号准高速客运机车亦曾经使用该型发电机。

#### 整流装置
牵引发电机发出的三相交流电由硅整流装置转换成直流电，由风冷式硅二极管元件组成三相桥式全波整流电路。东风4DD型机车使用GTF-5100/1250-A型硅整流装置，整流装置有六个串联的整流桥臂，每一桥臂有三个并联的ZP2500-28型整流二极管，每个整流柜共有18个整流二极管元件。硅整流装置的最大直流输出电压为1,250伏，额定直流输出电流为5,100安培。
东风4DD改进型机车则采用容量更大的GTF-5700/1250型硅整流装置，整流装置有六个串联的整流桥臂，每一桥臂有五个并联的ZP2000-28型整流二极管，每个整流柜共有30个整流二极管元件。硅整流装置的最大直流输出电压为1,250伏，额定直流输出电流为5,700安培。

#### 牵引电动机
东风4DD型机车采用ZD109Z型四极直流串励牵引电动机，额定功率为530千瓦，额定电压为670伏，额定电流为845安培，额定转速为每分钟770转，最高转速为每分钟2,385转，定子及电枢绝缘等级均为H级，冷却方式为强迫通风。为了扩大机车的的恒功率调速范围，还可以对牵引电动机进行一级磁场削弱，磁场削弱率为54%。
东风4DD改进型机车改为使用转速较低但扭矩更大的ZD109L型四极直流串励牵引电动机，额定功率为530千瓦，额定电压为630伏，额定电流为900安培，额定转速为每分钟710转，定子及电枢绝缘等级均为H级，冷却方式为强迫通风，该型牵引电动机并采用了进口轴承。牵引电动机具备一级磁场削弱功能，磁场削弱率为78%。

#### 电阻制动装置
东风4DD改进型机车上设有二级电阻制动装置。在电阻制动工况时，牵引电动机变为他励直流发电机工作，六个激磁绕组全部串联并由牵引发电机经硅整流柜供电，牵引电动机发出的电流输入到制动电阻柜，将电能通过电阻器转化为热能消耗掉，最大制动电流为650安培。

### 控制系统
东风4DD型机车采用由大连机车车辆厂研制的微机控制系统，同时还保留了由联合调节器油马达驱动功调电阻的励磁调节装置，司机可根据实际情况切换励磁控制方式或两者同时使用。
功调电阻励磁调节装置采用由联合调节器伺服油压马达带动变阻器的方式。牵引发电机的励磁电流是由励磁机发出的交流电经励磁整流柜整流后供给，而励磁机的励磁电流则是由柴油机经启动变速箱驱动的测速发电机供电。测速发电机的励磁电流由110伏辅助电源提供，并经过功率调节电阻和励磁调节器控制。功率调节电阻的滑动触点由联合调节器上的功率伺服油压马达带动，它根据柴油机工作状况（欠载或过载）自动地调节可变电阻器的阻值，从而改变测速发电机的励磁电流，并经测速发电机和励磁机二级放大后，间接地改变了牵引发电机的输出功率。 
早期生产的东风4DD型机车使用名为“内燃机车控制器”（Diesel Locomotive Controller，DLC）的微机控制系统。该系统是以东风6型柴油机车的车载微机控制系统为基础，由大连机车车辆厂于1996年开始研制的内燃机车多功能实时控制系统。控制系统的硬件部分主要由微机系统主机、信号传感器及信号处理部分、机车状态液晶显示屏及電源供應器部分组成。系统主机采用结构，各个控制板通过RS-485串行总线进行网络通讯，并以英特尔80C196微处理器为核心。系统主要控制功能包括恒功率励磁控制、柴油机转速控制、辅助发电励磁控制、磁场削弱控制、故障诊断与保护、机车状态参数的记录和显示等。而后来生产的东风4DD型机车和东风4DD改进型机车则使用名为“先进内燃机车控制器”（Advanced Diese Locomotive Controller，ADLC）的微机控制系统，该系统是由大连机车车辆厂在DLC系统基础上进一步开发和改良的机车微机控制系统，进一步增加了控制系统的功能。

### 转向架
机车轴式为Co-Co，走行部为两台相同的无导框式三轴转向架，结构形式与东风4D型货运机车大致相同。转向架采用钢板组焊成封闭式箱形结构的“目”字形构架。轮对轴箱采用滚柱轴承和拉杆式弹性定位装置，轴箱通过装有橡胶关节元件的上、下轴箱拉杆与构架相连接，实现轴箱相对于构架的横向和纵向定位。转向架采用四点支承的弹性摩擦式旁承（东风4DD型）或橡胶堆旁承（东风4DD改进型），车体全部重量通过八个旁承由两台转向架支承，转向架与车体间还设有缓冲侧挡装置。
弹簧悬挂装置分为一系和二系悬挂两部分。一系悬挂采用独立悬挂形式，包括轴箱与构架之间的轴箱圆弹簧，以及在1、3、4、6轴装有并列的液压减震器。二系悬挂为转向架构架与车体之间的旁承橡胶堆，改进型机车另设有横向液压减震器。一系及二系悬挂静挠度分别为121毫米和15毫米（改进型为107.6毫米和13.4毫米）。牵引力和制动力通过低位平行四杆牵引杆机构传递，牵引点至轨面距离725毫米（改进型机车为672毫米）。
牵引电动机采用单侧齿轮传动的轴悬式驱动方式（滚动抱轴承式半悬挂），东风4DD型机车的牵引齿轮传动比为4.72（85：18），东风4DD改进型机车的牵引齿轮传动比为4.17（71：17）。全部牵引电动机采用顺置排列方式，即牵引电动机都放在车轴的同一侧，可以有效地减少轴重转移的幅度。标配的踏面制动装置为带闸瓦间隙自动调节器、铸铁闸瓦、停放制动为手制动装置的单侧单闸瓦杠杆制动方案；改进型机车则采用带闸瓦间隙自动调节器、粉末冶金闸瓦的DZD型踏面制动单元。

## 参看
- 东风4D型柴油机车
- 东风5B型柴油机车
- 东风5D型柴油机车
- 东风10DD型柴油机车